# The Walking Dead (film, 1995)
Pour les articles homonymes, voir The Walking Dead.
Pour plus de détails, voir Fiche technique et Distribution.
The Walking Dead est un film de guerre sorti en 1995, écrit et réalisé par Preston A. Whitmore II.

## Synopsis
Le film décrit la vie de 5 marines qui se portent au secours de prisonniers durant la guerre du Viêt Nam en 1972.

## Distribution
- Allen Payne : Cole Evans
- Eddie Griffin : Pvt. Hoover Brache
- Joe Morton : Sgt. Barkley
- Vonte Sweet : Pfc. Joe Brooks
- Roger Floyd : Cpl. Pippins
- Bernie Mac : Ray
- Ion Overman : Shirley Evans
- Kyley Jackman : Sandra Evans
- Jean-Claude La Marre : Pvt. Earl Anderson (as Jean LaMarre)
- Lena Sang : Barbra Jean
- Wendy Raquel Robinson : Celeste
- Dana Point : Edna
- Doil Williams : Harold
- Damon Jones : 2nd Lt. Duffy
- Kevin Jackson : Deuce